# Jena
Jena este un oraș din landul Turingia, Germania, situat pe râul Saale, cu aproximativ 111.000 de locuitori (estimare din 2021). Orașul se află în apropiere de Erfurt și Weimar.
Universitatea din Jena a fost fondată în anul 1558. În prezent are peste 16.000 de studenți și este cea mai mare universitate din Turingia. Jena a început să se dezvolte într-un oraș industrial odată cu construirea liniei de cale ferată Großheringen–Saalfeld în 1874. Este un centru al industriei germane de optică și mecanică de precizie, totul fiind grupat în jurul companiei Carl Zeiss. Fosta intreprindere Kombinat Carl Zeiss, cu aproximativ 60.000 de angajați, a fost cel mai mare combinat industrial din fosta Republica Democrată Germană. După Reunificarea Germaniei în data de 3 octombrie 1990, Jena s-a transformat din centru industrial în centru educațional și științific. Numeroase laboratoare și institute de cercetare își au sediul în Jena.
Două din cele mai vechi clădiri de tip zgârie-nori din Germania au fost construite în oraș, Zeiss Bau 15 și Bau 36. Turnul de birouri Jentower⁠(de)[traduceți], care este înalt de 144,5 m (cu antena având 159,60 m), a fost la finalizarea sa în 1972 cel mai înalt zgârie-nori din Germania.

## Geografie

### Locație
Jena este situată în mijlocul văii râului Saale, între versanții Muschelkalk și Buntsandstein, care sunt acoperiți parțial de păduri mixte. În aceste păduri, de exemplu, în valea Leutra, există numeroase specii de orhidee, dintre care unele sunt rare.
Cea mai mare întindere a orașului este de 14,7 kilometri de la nord la sud și 12,2 kilometri de la est la vest.

### Orașele din apropiere
Următoarele orașe mai mari sunt în apropiere de Jena: Weimar (la circa 19 km vest), Apolda (la circa 12 km nord), Rudolstadt (aproximativ 30 km sud), Naumburg (Saale) (aproximativ 29 km nord-est), Gera (circa 35 km est), Erfurt (aproximativ 40 km vest), Halle (Saale) (circa 67 km nord-est), Leipzig (aproximativ la 72 km nord-est), Chemnitz (la circa 96 km est) și Dresda (la aproximativ 152 km est).

### Comunități învecinate
Următoarele municipii se învecinează cu orașul Jena. Ele sunt listate în sensul acelor de ceasornic, începând dinspre nord:
- în districtul Saale-Holzland:
  - Comunitatea administrativă Dornburg-Camburg cu Lehesten (cu Altengönna), Neuengönna (cu Porstendorf), Golmsdorf (cu Beutnitz), Jenalöbnitz și Großlöbichau;
  - Comunitatea de conducere din sudul văii Saale cu Rabis, Fraitsch, Gröben (aparțin de Schlöben, dar comunitatea de administrare este Bad Klosterlausnitz), Laasdorf, Zöllnitz, Rutha, Rothenstein, Milda (cu Dürrengleina și Zimmritz) și Bucha (cu Pösen, Oßmaritz, Nennsdorf și Coppanz)
- în districtul Weimarer Land:
  - Comunitatea administrativă Mellingen cu Döbritschen și Großschwabhausen
  - Oraș și Landgemeinde Bad Sulza (cu Großromstedt, Kleinromstedt și Hermstedt)

### Structura orașului
Administrația orașului Jena este împărțită în 30 de districte conform § 45 din Codul municipal din Turingia. Aceste districte au fost determinate de statutul principal al orașului Jena. Acestea sunt, în mare parte zone, separate spațial sau sate care au fost anterior comunități independente. Pentru fiecare oraș există un consiliu raional ales în alegere directă la o adunare a orașului. Președintele este primarul raionului ales în mod direct. Cele 30 de districte ale orașului sunt enumerate în Lista districtelor din Jena.
În plus, zona urbană a orașului Jena este împărțită în 41 de districte statistice. Acestea sunt: Ammerbach oraș, Beutenberg/Winzerlaer Straße, Burgau oraș, Closewitz, Cospeda, Drackendorf, Drackendorf/Lobeda-Ost, Göschwitz, Ilmnitz, Isserstedt, Iena-Nord, Jena-Sud, Jena-Vest, Jena Centru, Jenaprießnitz, Krippendorf, Kunitz, Laasan, Lichtenhain - fostă localitate, Leutra, Lobeda - Orașul Vechi, Lobeda-Ost, Lobeda-Vest, Löbstedt - fostă localitate, Lützeroda, Maua, Mühlenstrasse, Münchenroda, North II, Remderoda, Ringwiese Flur Burgau, Paisprezece sfinți, Wenigenjena/Kernberge, Wenigenjena Ort, Wenigenjena/Schlegelsberg, Winzerla, Wogau, Wöllnitz, Ziegenhain Ort, Ziegenhainer Tal și Zwaetzen.

### Dealuri și înălțimi locale
Datorită poziționării Jenei în văile râului Saale și afluenților săi, care au tăiat în platoul înconjurător, au apărut numeroase creste proeminente și formațiuni muntoase, ale căror înălțimi sunt, în mare parte, peste 300 de metri. Cândva, lipsite de copaci și goale, aceste înălțimi și pante au fost reîmpădurite în ultimele două secole.
| Landgraf                                | 297,9 m            |
| Sonnenberge                             | 323 m              |
| Între Mühltal și Ammerbachtal           |                    |
| Tatzend cu Schweizerhöhe - Bismarckturm | 330 m (Stern)      |
| Johannisberg bei Lichtenhain            | 333,7 m            |
| Lichtenhainer Höhe                      | 321,1 m            |
| Coppanzer Berg                          | 397,6 m            |
| Între Ammerbachtal și Leutratal         |                    |
| Lämmerberg                              | 346,1 m (Holzberg) |
| Vogelberg                               | 353,1 m            |
| Teufelskrippe – Mönchsberg              | 291 m              |
| Jagdberg                                | 288,4 m            |

| Dealuri și înălțimi importante, la est de Saale (de la nord la sud) | Dealuri și înălțimi importante, la est de Saale (de la nord la sud) |
| Nume                                                                | Înălțime                                                            |
| Între Kunitz și Ziegenhainer Tal                                    | Între Kunitz și Ziegenhainer Tal                                    |
| ------------------------------------------------------------------- | ------------------------------------------------------------------- |
| Jenzig                                                              | 385,3 m                                                             |
| Hausberg                                                            | 349,6 m (Wilhelmshöhe)                                              |
| Kernberge                                                           |                                                                     |
| Sophienhöhe                                                         | 366,5 m                                                             |
| Rabensberge                                                         | 375,2 m (Hummelsberg)                                               |
| Între Pennickental și Rodatal                                       |                                                                     |
| Johannisberg                                                        | 366 m                                                               |
| Schlossberg mit Lobdeburg                                           |                                                                     |
| Einsiedlerberg                                                      | 389,2 m                                                             |

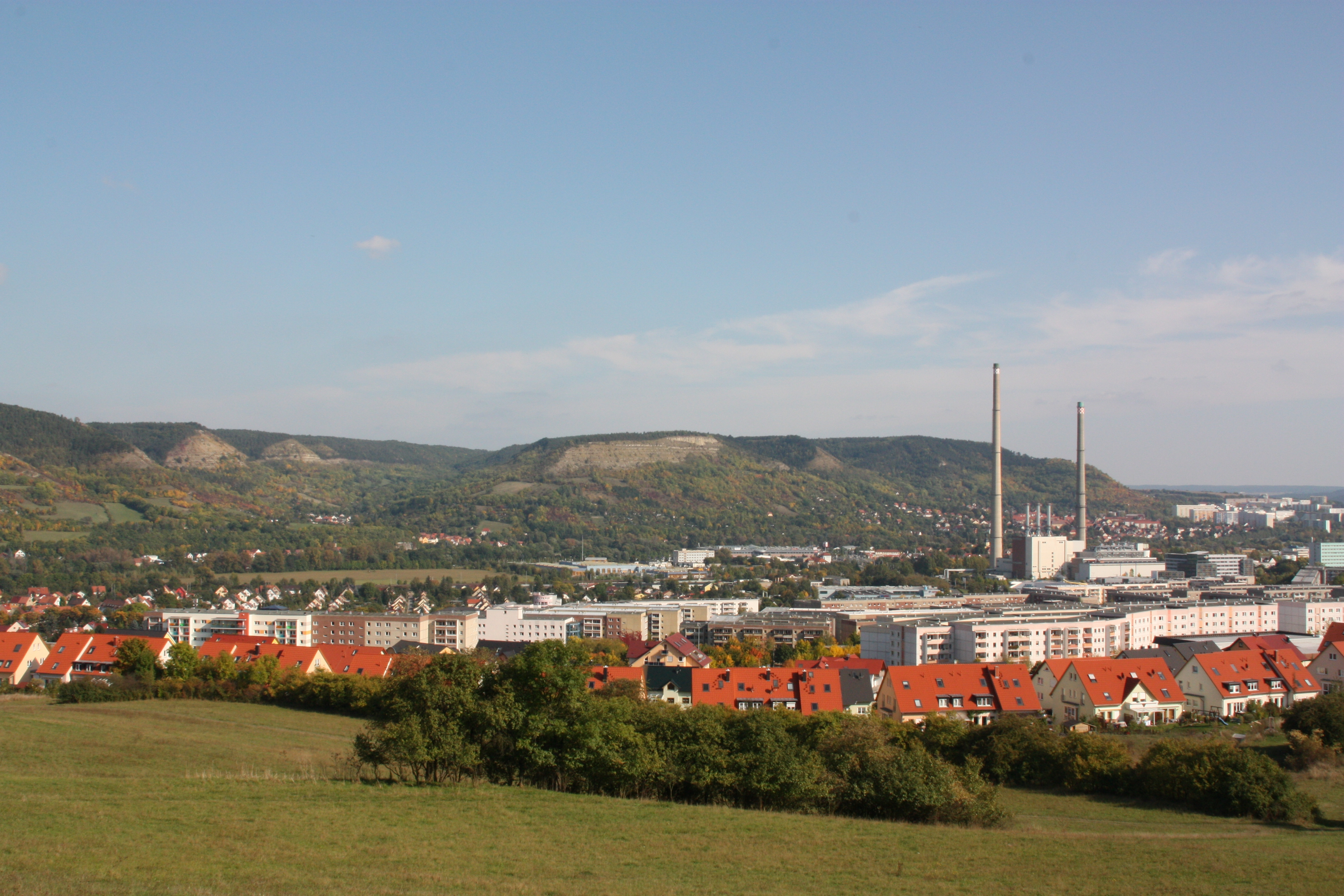
Kernberg und Johannisberg bei Lobeda von Winzerla aus gesehen

Alți munți din zonă sunt la vest de Saale - de la nord la sud - Plattenberg (345 m) din districtul Neuengönna, Jägerberg și Windknollen  (cu Napoleonstein, 363 m, ambele în limitele orașului Jena), Cospoth (397 m) lângă cartierele Jena și Bucha, Spitzenberg (374 m) lângă Maua, în districtul Rothenstein și Kuppe (438 m, Dürrengleina). La est de Saale se află, de exemplu, (Marele) Gleißberg (365 m, mai rar Gleisberg) din Golmsdorf, pe care se află ruina Kunitzburg, și Eichberg la sud de estuarul Roda, pe Saale, din districtul Sulza. Există un alt deal al castelului în valea Gleise.

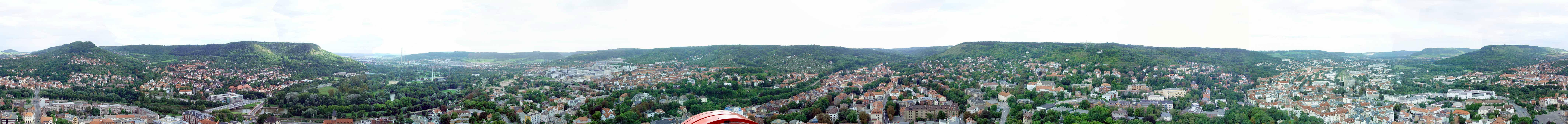
360° - Panorama orașului Jena

Formarea reliefului de suprafață în mediul urban, în special pe versanții văilor, este rezultatul unei situații geologice diferențiate, care se bazează pe condițiile geologice din valea mijlocie a râului Saale.

## Personalități locale

### Fiii și fiicele orașului (selecție)
- 1621–1676: Ernst Friedrich Schröter, magistrat
- 1659–1731: Johann Christian Schröter, magistrat
- 1675–1747: Johann Adolph Wedel, doctor
- 1676–1752: Friedrich Gottlieb Struve, jurist și profesor universitar
- 1707–1758: Johann Christian Stock, doctor
- 1734–1799: Karl Friedrich Walch, magistrat
- 1786–1866: Louise Seidler, pictoriță
- 1872–1955: Karl Naumann, pictor
- 1881–1977: Margrethe Klenze, pictoriță
- 1884–1953: Hugo Schmeisser, designer de pistoale automate
- 1888–1970: Günther Hertwig, anatomist
- 1891–1950: Walter Eucken, economist și reprezentant important al ordoliberalismului
- 1897–1959: Kurt Held, scriitor
- 1903–1994: Erich Schwinge, jurist
- 1907–1975: Karl Paul Hensel, economist
- 1909–1994: Elisabeth Oestreich, atletă, alergătoare de distanțe medii
- 1910–1989: Lothar Grisebach, pictor
- 1911–2004: Bernhard zur Lippe-Biesterfeld, prinț al Țărilor de Jos
- 1913–1997: Wolfgang Stock, sculptor, cioplitor în lemn, pictor și desenator
- 1917–2003: Otto Günsche, SS-Sturmbannführer și ajutant personal al lui Adolf Hitler
- 1922: John Goodenough, chimist, laureat al Premiului Nobel în 2019
- 1930–2001: Franz Peter Schilling, ultimul turnător de clopoței și clopote  al Apoldei
- 1932: Margarete Schilling, expertă în clopote și tubulatură muzicală
- 1937–2020: Geert Müller-Gerbes, purtător de cuvânt (pentru presă) al președintelui federal, jurnalist și moderator de televiziune
- 1938: Wulf D. von Lucius, editor și publicist
- 1940–2006: Tilo Medek, compozitor și editor muzical
- 1945: Heikedine Körting, producătoare de piese radiofonice
- 1951: Martin Seifert, actor și orator
- 1953: Roland Jahn, jurnalist și activist pentru drepturile civile
- 1955: Siegfried Reiprich, Bürgerrechtler
- 1967: Petra Kleinert, actriță
- 1969: Sahra Wagenknecht, politiciană (Die Linke) și publicistă
- 1972: André Kapke, neonazist
- 1972: Pierre Geisensetter, moderator și actor
- 1973: Bernd Schneider, jucător de fotbal
- 1975: Beate Zschäpe, teroristă a organizației NSU
- 1975: Ralf Wohlleben, neonazist
- 1977–2009: Robert Enke, portar de fotbal
- 1981: Karoline Schuch, actriță
- 1981: Melanie Raabe, scriitoare
- 1982: Steffen Justus, triatlet
- 1983: Franz Dinda, actriță de film și televiziune
- 1984: Diana Riesler, sportivă, duatlonistă și triatlonistă
- 1985: Albrecht Schuch, actor

## Distincții
Organizația germană de promovare a științei, Stifterverband für die Deutsche Wissenschaft, i-a acordat orașului Jena titlul de „Oraș al Științei” în 2008. Orașul Jena folosește, de asemenea, și motto-ul „Jena, Orașul Luminii.”